# Edgar Buchwalder
Edgar Buchwalder (* 2. August 1916 in Kleinlützel, Kanton Solothurn; † 9. April 2009 in Rothrist, Kanton Aargau) war ein Schweizer Radsportler.
Er gewann an den Olympischen Sommerspielen 1936 in Berlin in der Mannschaftswertung  auf der Strasse die Silbermedaille; im olympischen Strassenrennen wurde er Elfter.
Er wurde 1936 in Bern Strassen-Radweltmeister der Amateure; 1940 und 1942 Schweizer Meister bei den Profis. Er gewann mehrere Etappen an der Tour de Suisse; 1942 gewann er die Berner Rundfahrt.